# Wapen van Zoutleeuw

Het wapen van Zoutleeuw (sinds 1841).

Het Wapen van Zoutleeuw is het heraldisch wapen van de Belgische gemeente Zoutleeuw. Het wapen werd reeds op 31 juli 1841 toegekend en op 8 november 1989 herbevestigd.

## Geschiedenis
Het gemeentewapen is gebaseerd op het oude zegel van Zoutleeuw, dat een Brabantse leeuw voerde met daarboven een schildhoofd van keel (sinds 1405 te zien op zegels en in 1424 worden ook de kleuren in een document vermeld).

## Blazoenering
Het huidige wapen heeft de volgende blazoenering:
In sabel een leeuw van goud, geklauwd en getongd van keel met een opgenaaid schildhoofd van hetzelfde.— Ministerieel besluit, 8 november 1989.